# Сафарли, Эльчин
Эльчи́н Сафарли́ (азерб. Elçin Səfərli; род. 12 марта 1984, Баку, Азербайджанская ССР, СССР) —  азербайджанский писатель. Пишет на русском языке.

## Биография
С 12 лет публиковался в молодёжных газетах[каких?] под псевдонимом, сочиняя небольшие истории прямо за школьной партой. С 16 лет работает в печатных СМИ[каких?], поступил в университет на журналистский факультет. Последние несколько лет занимался тележурналистикой. Сотрудничал с турецкими телеканалами[какими?].
Сафарли — профессиональный журналист, лауреат ряда молодёжных литературных конкурсов[каких?]. Живёт в Стамбуле, в районе Кадыкёй, что отразилось на раннем творчестве писателя: действие первых романов происходит в Турции.
На сегодняшний день романы Сафарли переведены на украинский (издательство BookChef), болгарский (издательство Gnezdoto), азербайджанский (издательство TeasPress) и другие языки.
Суммарный тираж книг Сафарли составляет около полумиллиона экземпляров.

## Произведения
- 2008 — «Сладкая соль Босфора» — Москва, «АСТ».
- 2008 — «Туда без обратно» — Москва, «АСТ».
- 2009 — «Я вернусь» — Москва, «АСТ».
- 2010 — «Мне тебя обещали» — Москва, «АСТ».
- 2010 — «…нет воспоминаний без тебя» — Москва, «АСТ».
- 2012 — «Если бы ты знал…» — Москва, «АСТ».
- 2013 — «Рецепты счастья» — Москва, «АСТ».
- 2015 — «Я хочу домой» — Москва, «АСТ».
- 2016 — «Расскажи мне о море» — Москва, «АСТ».
- 2017 — «Когда я вернусь, будь дома» — Москва, «АСТ».
- 2019 — «Дом, в котором горит свет» — Москва, «АСТ».
- 2023 — «Тут мой дом» — Москва, «АСТ».

## Отзывы и критика творчества
Екатерина Алеева, обозревая сборник «Контурные карты для взрослых», пишет:

Рассказ «Угол её круглого дома», представленный в сборнике, атмосферой не может похвастаться. Попытавшись говорить в нём от лица женщины, Сафарли скатился к мелодраматичным штампам, облитым сладким сиропом пошлости. Возможно, Сафарли считал, что сможет повернуть один из наиболее популярных сюжетов необычной для читателя стороной. … Не слишком выразителен и образ города: Стамбул в рассказе играет настолько незначительную роль, что запоминается лишь двумя рецептами турецких блюд, которые приводит героиня.— Екатерина Алеева
Нешуточная страсть Сафарли к кулинарии не только влияет на его творчество, но и сделала его ведущим авторской кулинарной рубрики на сайте Леди@Mail.ru.